# Vanessa da Mata (álbum)
Vanessa da Mata é o álbum de estreia homônimo da cantora e compositora brasileira Vanessa da Mata, lançado em 31 de agosto de 2002 pela Sony Music.
Os destaques do álbum são "Nossa Canção" (incluída na trilha sonora da telenovela Celebridade), "Não Me Deixe Só" (sucesso nas pistas com o remix dos DJs Deeplick e Ramilson Maia) e "Onde Ir" (incluída na trilha sonora da telenovela Esperança).

## Lista de Faixas
Créditos adaptados do encarte do álbum.
Todas as faixas escritas e compostas por Vanessa da Mata, exceto onde indicado. 
| N.º | Título                   | Compositor(es)            | Duração |  |
| 1.  | "Não me deixe só"        |                           | 3:09    |  |
| 2.  | "Onde ir"                |                           | 3:56    |  |
| 3.  | "Alegria"                | Assis Valente Durval Maia | 3:42    |  |
| 4.  | "Viagem"                 |                           | 3:25    |  |
| 5.  | "Case-se comigo"         | Mata Liminha              | 4:14    |  |
| 6.  | "Delírio"                |                           | 2:52    |  |
| 7.  | "Ano de 1890"            |                           | 3:31    |  |
| 8.  | "Eu não tenho"           | Lokua Kanza Mata          | 3:22    |  |
| 9.  | "Longe demais"           | Liminha Mata              | 3:51    |  |
| 10. | "A força que nunca seca" | Chico César Mata          | 4:32    |  |
| 11. | "Bem da vida"            |                           | 2:41    |  |

| Faixas bônus   |                                                       |                |         |  |
| N.º            | Título                                                | Compositor(es) | Duração |  |
| 12.            | "Nossa canção"                                        | Luiz Ayrão     | 3:33    |  |
| 13.            | "Não me deixe só" (Deeplick & Ramilson Maia DB Remix) |                | 4:08    |  |
| Duração total: | Duração total:                                        | Duração total: | 46:56   |  |

## Posições nas paradas
| Parada (2002)       | Melhores posições |
| ------------------- | ----------------- |
| Brasil PMB - Top CD | 42                |
| Portugal - AFP      | 23                |

## Certificações
| Brasil (PMB)                              | Ouro | 2009 | 150.000* |
| *número de vendas baseado na certificação |      |      |          |